# Социальная ситуация развития
Социальная ситуация развития — специфическая для каждого возраста система отношений ребёнка с окружающим миром.

## Общие сведения
Понятие было введено советским психологом Львом Семеновичем Выготским, основателем культурно-исторического подхода в психологии, и связано с новым пониманием роли среды для развития ребёнка. Социальная ситуация развития обусловливает образ жизни ребёнка и наряду с психологическими новообразованиями сознания и личности развития является структурным компонентом психологического возраста. В периоды возрастных кризисов социальная ситуация развития перестраивается и тем самым задаёт новое направление развитию ребёнка. Специфика социальной ситуации развития состоит в содержании задач, противоречий, которые необходимо разрешить ребёнку для преодоления кризисного периода и дальнейшего развития.
Социальная ситуация развития данного возраста представляет собой исходный момент для всех динамических изменений, происходящих в развитии в течение данного периода. Она определяет целиком и полностью те формы и тот путь, следуя по которому ребенок приобретает новые и новые свойства своей личности, черпая их из среды, как из основной источника своего развития, тот путь, по которому социальное становится индивидуальным.Л.С. Выготский

## Социальная ситуация развития на разных возрастных периодах

### Младенческий возраст
По мнению Л. С. Выготского, младенец на первый взгляд представляется совершенно или почти асоциальным биологическим существом, лишённым характерных личностных свойств, поскольку он не владеет основным средством человеческого общения — речью, а его жизнедеятельность направлена на удовлетворение простейших жизненных потребностей. Однако при внимательном исследовании младенческого возраста оказывается, что жизнь ребёнка обусловлена совершенно специфической и глубоко своеобразной социальной ситуацией развития.
Социальная ситуация развития младенца определяется с одной стороны полной биологической беспомощностью младенца, тем фактом, что младенец не способен самостоятельно удовлетворить ни одну из жизненных потребностей, и его существование полностью зависимо от взрослых. Другая характерная особенность социальной ситуации развития младенца состоит в том, что у него ещё отсутствуют основные средства социального общения (речь), возможности социального взаимодействия минимальны, несмотря на максимальные потребности в общении. Социальная ситуация развития младенца — социальная ситуация комфорта, неразрывного единства ребёнка и взрослого, определяется взаимодействием «ребенок-взрослый». Первые месяцы жизни младенец проводит в непосредственной биологической и психологической слитности со значимым взрослым, что обусловливает его переживания и восприятие себя и окружающего мира. Частичный или полный дефицит общения в этом возрасте оказывает негативное воздействие на последующее психическое развитие. Биологическая и психологическая слитость с матерью является характерной особенностью социальной ситуации развития младенца и продолжается до окончания младенческого возраста, когда ребёнок не приобретает элементарную автономность, независимость и самостоятельность в осуществлении элементарных действий, в том числе, он учится ходить.

### Ранний возраст
В конце первого года жизни ситуация слитности ребёнка и взрослого распадается. Появляется два взаимосвязанных полюса — ребёнок и взрослый. Новая ситуация развития ребёнка определяется совместной деятельностью ребёнка и взрослого и характеризуется противоречием между стремлением ребёнка быть самостоятельным, автономным и независимым от взрослого и объективной неспособностью к такому существованию. В раннем возрасте общение со взрослым перестаёт быть ведущей деятельностью, оно становится направлено на усвоение общественно-выработанных способов употребления предметов. Взрослый выступает как условие для осуществления практического взаимодействия с предметами. Развитие речи как основного новообразования раннего возраста является средством, с помощью которого осуществляется предметное сотрудничество ребёнка и взрослого. Социальная ситуация развития в раннем возрасте характеризуется схемой «ребенок-предмет-взрослый».

### Дошкольный возраст
К началу дошкольного возраста распадается ситуация совместной деятельности со взрослым. Общение ребёнка со взрослым приобретает новые формы и содержание. Центральное новообразование — «система Я», а также речевое развитие способствует установлению отношений с более широким кругом взрослых. Общение приобретает внеситуативный характер. Противоречие социальной ситуации развития ребёнка в дошкольном возрасте заключается в несоответствии реальных возможностей ребёнка и его стремлений быть как взрослый. Сюжетно-ролевая игра как ведущая для дошкольного возраста деятельность создаёт условия для разрешения этого противоречия. Взрослый присутствует в сюжетно-ролевой игре в идеальной форме, опосредованно. В сюжетно-ролевой игре ребёнок усваивает общественные нормы и формирует механизм поведения. Большую роль в этом возрасте играет общение со сверстниками.

### Младший школьный возраст
Социальная ситуация развития младшего школьника обусловлена особенностями школьного обучения, отношениями с учителем и одноклассниками. Учебная деятельность становится ведущей деятельностью для младшего школьника. Официальный стиль отношений в школе, система оценок и распорядок дня оказывают влияние на психическое развитие ребёнка, развитие его самооценки, самодисциплины и самоконтроля. Социальная ситуация развития младшего школьника характеризуется возникновением таких новообразований, как произвольность поведения, внутренний план действий и рефлексия, самоотчет в способах и результатах действия.
Учебное сотрудничество можно понимать как совместную учебную деятельность учащихся. Главным двигателем развития учащегося является «социальная ситуация развития», то есть свойственная данному умственному возрасту система взаимоотношений с другими учениками и взрослыми, следовательно сам процесс воспитания и обучения следует превратить в коллективную деятельность.
Современная педагогика стоит перед проблемой гуманизации обучения в начальных классах, то есть принципиальным переосмыслением роли учителя и учеников в учебно-воспитательном процессе. Истинная гуманизация учебно-воспитательного процесса в школе означает углублённое проникновение в область социальных контактов ребенка со взрослыми и ровесниками.
С первых дней пребывания в школе учащиеся включаются в процесс межличностного взаимодействия с учителем и сверстниками. На протяжении всего младшего школьного возраста взаимодействие имеет определенную динамику и закономерность развития. В период адаптации в школе контакт между собой дети осуществляют посредством педагога.
Среди основных идей педагогики сотрудничества можно выделить такие как учение без принуждения, опережение, свобода выбора, совместная деятельность учителей и учеников, обучение в зоне ближайшего развития, развитие творческих способностей и самоуважение школьника. Педагоги и ученики рассматриваются в учебно-воспитательном процессе педагогики сотрудничества как равноправные партнеры. При этом педагоги выступают в качестве опытных советчиков и наставников, а ученики получают самостоятельность, достаточную для приобретения необходимых знаний, умений и опыта, а также для формирования собственной жизненной позиции.
Для формирования у школьников умения учиться, педагогу необходимо помочь им во взаимодействии, обеспечить условия для зарождения инициативности самого ребенка — организовать учебное сотрудничество.
В современной теории и методике преподавания в начальной школе утвердился системно-деятельностный подход к обучению, основными положениями которого являются направленность на развитие личности обучающегося как активного субъекта учебной деятельности, и всесторонняя подготовка его к непрерывному процессу образования, саморазвития и самосовершенствования в течение всей жизни. Важнейшим средством достижения этой цели является организация учебного сотрудничества на уроке, под которым подразумевают различные виды совместной работы обучаемых, направленной на решение учебных задач.

### Подростковый возраст
Социальная ситуация развития в подростковом возрасте отличается от социальных ситуаций развития детства в больше степени по внутренним причинам. Внешние обстоятельства социальной ситуации в большинстве случаев остаются неизменными: подросток живёт в семье, ходит в школу, общается со сверстниками. Трансформируется внутренняя структура социальной ситуации, происходят изменения в ценностных ориентациях подростка и установках, иначе расставляются акценты. Общение со сверстниками выделяется в самостоятельную сферу жизни, приобретает большую значимость, чем общение со взрослыми — учителями и родителями. Отношения со взрослыми носят двойственный характер. Подросток стремится к независимости и самостоятельности, настаивает на равенстве прав со взрослыми, и одновременно не может самостоятельно обеспечить своё существование, нуждается в материальной и личностной поддержке со стороны родителей.